# St. Georgen bei Obernberg am Inn
St. Georgen bei Obernberg am Inn é um município da Áustria localizado no distrito de Ried, no estado de Alta Áustria.